# Repîșce, Malîn
Repîșce (în ucraineană Репище) este un sat în comuna Vladivka din raionul Malîn, regiunea Jîtomîr, Ucraina.

## Demografie
Componența lingvistică a localității Repîșce
     Ucraineană (95,65%)
     Rusă (4,35%)
Conform recensământului din 2001, majoritatea populației localității Repîșce era vorbitoare de ucraineană (95,65%), existând în minoritate și vorbitori de rusă (4,35%).